# Dossi (Burkina Faso)
Pour les articles homonymes, voir Dossi.
Dossi est une commune rurale située dans le département de Boni de la province de Tuy dans la région des Hauts-Bassins au Burkina Faso. C'est la commune la plus peuplée de ce département.

## Géographie
Dossi se trouve à 5 km au sud de Boni et de la route nationale 1 et à 14 km à l'est de Houndé.

## Économie
L'économie de la commune est très fortement liée à l'exploitation minière aurifère de la région entourant Dossi et Bansié – se trouvant dans la ceinture de roches schisteuses vertes du Birrimien de Houndé – par la société canadienne SEMAFO qui prospecte deux concessions sur le territoire de Dossi.

## Santé et éducation
Le centre de soins le plus proche de Dossi est le centre de santé et de promotion sociale (CSPS) de Boni.

## Culture
Tout comme le village voisin de Boni, la culture bwa est particulière présente et vivante à Dossi en particulier avec ses masques en bois et en feuillage ainsi que de ses danses rituelles.